# 11675 Billboyle
11675 Billboyle este un asteroid din centura principală de asteroizi.

## Descriere
11675 Billboyle este un asteroid din centura principală de asteroizi. A fost descoperit pe 15 februarie 1998 la Bédoin de Pierre Antonini (astronom). El prezintă o orbită caracterizată de o semiaxă mare de 2,30 ua, o excentricitate de 0,16 și o înclinație de 2,0° în raport cu ecliptica.